# Список архитектурных памятников Азербайджана
Список архитектурных памятников мирового значения, зарегистрированных в Азербайджане — перечень архитектурных памятников мирового значения, утверждённый постановлением № 132 Кабинета Министров Азербайджанской Республики от 2 августа 2001 года и указанный для регистрации в Азербайджане. Древнейшими памятниками в списке являются храм Лекит на территории Гахского района и крепость Чирах-кала на территории Шабранского района, относящиеся к периоду Кавказской Албании. 12 памятников из списка входят в список Всемирного наследия ЮНЕСКО, а 16 — в резервный (кандидатный) список. 9 из перечисленных памятников являются культурно-архитектурными и историческими заповедниками.

## Список
| №   | Памятник | Местонахождение                      | Краткое описание | Изображение | Координаты                      |
| --- | --- | ------------------------------------ | --- | ----------- | ------------------------------- |
| 1   | Атешгях | Баку, Сураханский район              | Храм был построен в селении Сураханы под Баку индийскими огнепоклонниками, купцами-персами в XVIII веке. Самая ранняя постройка храма, конюшни, относится к 1713 году нашей эры, а центральная святыня была построена в 1810 году на средства купца Канчанагара. |             | 40°24′55″ ю. ш. 50°00′31″ з. д. |
| 2   | Ичери-шехер | Баку, Сабаильский район              | «Ичери-шехер», исторический квартал, известный в народе как «Замок» или просто «Старый город», является старейшей частью Баку, а также историко-архитектурным заповедником. Ичери-шехер, старейшая часть Баку, окружена хорошо сохранившимися крепостными стенами. Территория заповедника была заселена с эпохи бронзы. В результате археологических исследований установлено, что уже в VIII—IX веках территория Ичери-шехер была густо заселена, где развивались ремесла и торговля. |             | 40°21′54″ ю. ш. 49°50′09″ з. д. |
| 2.1 | Мечеть Мухаммеда                                                                                                 | Ичери-шехер, улица Мирзы Мансура, 42 | Самая древняя мечеть Баку, дошедшая до нашего времени. Второе: здание мечети, состоящее из подземного и надземного этажей, построено в X—XI веках. Мечеть получила название Мечеть Сынык-гала в 1723 году после того, как русские обстреляли Баку. Минарет старейшей мечети города также пострадал, когда 26 июня того же года артиллерия Петра I, шедшая в наступательных маршах вдоль Каспийского побережья, обстреляла Баку. |             | 40°21′55″ ю. ш. 49°50′05″ з. д. |
| 2.2 | Девичья башня | Ичери-шехер, улица Асафа Зейналлы    | Это самый величественный и загадочный архитектурный памятник Баку, а также Абшерона. Его высота 28 м, диаметр по первому этажу 16,5 м. Толщина стены первого этажа достигает 5 м. Внутри замок разделен на 8 этажей. Каждый этаж построен из тесаных камней и покрыт куполообразным потолком. Замок работает как музей с 1964 года, а в 2000 году был включен в Список всемирного наследия ЮНЕСКО. В середине этих каменных потолков есть круглые отверстия. Отверстия расположены в направлении вертикальной линии. Так, глядя через круглое отверстие в середине потолка VIII этажа, можно увидеть пол первого этажа. Единственный вход в форт — через арочный дверной проем на его западной стороне, на высоте 2 м над уровнем земли и шириной 1,1 м.. |             | 49°21′58″ ю. ш. 49°50′14″ з. д. |
| 3   | Дворец ширваншахов                                                                                               | Ичери-шехер, Гала дорога, 76         | Старая резиденция Ширваншахов (ширванских судей), расположенная в Баку, столице Азербайджана. Строительство дворца связано с переносом столицы из Шемахи в Баку после Шемахинского землетрясения, в результате которого Ширваншах Ахситан I потерял членов своей семьи. Архитекторы комплекса опирались на древние традиции ширвано-абшеронской школы зодчества. Постройки, выполненные в разные периоды, связывали единство размеров, гармония и соразмерность основных архитектурных форм кубических зданий, куполов и порталов. |             | 40°21′58″ ю. ш. 49°50′00″ з. д. |
| 3.1 | Жилое здание Ширваншахов                                                                                         | Дворец ширваншахов                   | Части дворцового сооружения возникли не одновременно. Самое старое здание (вероятно конца XIV в.) расположено в центральной части (восьмиугольный зал второго этажа). Чуть позже была пристроена часть, примыкающая к западному фасаду. В плане дворец представляет собой смешанную фигуру. Небольшая часть западного, северного и восточного фасадов образуют полупрямоугольный четырёхугольник; остальная часть восточного фасада и южный фасад состоят из двух треугольных фонарей, ломаные линии между которыми образуют четыре прямых угла. С момента постройки в дворцовом здании было 52 комнаты, соединённых тремя узкими винтовыми лестницами: 27 на первом этаже, 25 комнат на втором этаже (сейчас на втором этаже 16 комнат), а планировка Второй этаж в основном повторяет планировку первого этажа. Центральная часть дворца (восьмиугольный зал второго этажа, вход украшен порталом) имеет более толстые стены. Главный вход на западном фасаде украшен высоким порталом. Портальная лестница, которая перекрыта куполом ведет в высокий восьмиугольный богато украшенный зал. |             | 40°21′58″ ю. ш. 49°50′00″ з. д. |
| 3.2 | Диван-хане | Дворец ширваншахов                   | Небольшая дверь, расположенная в северной части дворцового сада, ведет в закрытую дворцовую диванную комнату. Памятник был построен ширваншахом Халилуллой в XV веке. Это здание с трех сторон окружено аркадой. В композиционном центре диван-хане стоит восьмиугольная ротонда-павильон в высоком стилобате. Зал этой ротонды окружен открытой аркадой того же порядка. Эллиптический навес со слегка заостренным верхом защищен снаружи тесаным каменным куполом. Западный фасад ротонды выделяется порталом, украшенным арабесками (полукупольная калленура, достигающая раковины, опирающаяся на систему тонколепных сталактитов (или карнизов). Портал ведет в зал, соединяющий зал на стилобате со склепом и служебными помещениями. |             | 40°21′58″ ю. ш. 49°50′00″ з. д. |
| 3.3 | Дворцовая мечеть в Баку                                                                                          | Дворец ширваншахов                   | Находится рядом с гробницей в нижнем дворе дворца Ширваншахов. Высота мечети 22 метра. Из надписи, окружающей минарет, известно, что памятник был построен в 1441—1142 годах по приказу ширваншаха Халилуллы I. На северной стороне двора есть колодец и небольшой бассейн для мытья и омовения перед входом в мечеть. Благодаря своей архитектурной форме мечеть очень проста. Его входной портал ничем не украшен, но минарет поражает своим изяществом и красотой. Сталактиты, поддерживающие его балкон, и пояс с надписями внизу очень художественны. Минарет завершается куполом. Окружение крыльца украшено гравировкой, как и в других больших минаретах мечети, и окружено каменной оградой. Позже, когда город подвергся артиллерийскому обстрелу русской армией, каменная ограда была заменена на железную в XIX веке. |             | 40°21′58″ ю. ш. 49°50′00″ з. д. |
| 3.4 | Мавзолей Сейида Яхья Бакуви                                                                                      | Дворец ширваншахов                   | К югу от дворцового двора, рядом с дворцом, находится гробница Сейида Яхья, построенная во второй половине XV века, называемая также „Гробницей Дервиша“. Здесь находится могила Сейида Яхьи Бакуви, который был придворным ученым Халилуллы I и занимался медициной, математикой и астрологией. Корпус мавзолея восьмигранный, а верхняя часть пирамидальная. Внутреннее убранство гробницы состоит из подземного свода. Здесь находится могила Бакувина. |             | 40°21′58″ ю. ш. 49°50′00″ з. д. |
| 3.5 | Гробница Ширваншахов                                                                                             | Дворец ширваншахов                   | Находится в районе нижнего двора Дворца Ширваншахов, рядом с Дворцовой мечетью. Большая круглая огороженная стена отделяет нижний двор от другого. При взгляде на гробницу сверху видно, что разрез представляет собой прямоугольник, украшенный звездой и завершенный шестиконечным куполом. Во время строительства синие плитки были помещены в звездообразные прорези на куполе. Имя архитектора написано на медальоне, украшающем портал надписью, которую можно прочитать только через зеркало: „Аллах, Мемар Мухаммед Али“. |             | 40°21′58″ ю. ш. 49°50′00″ з. д. |
| 3.6 | Ворота Мурада | Дворец ширваншахов                   | Это единственное здание дворцового комплекса Ширваншахов, построенное в XVI веке. Между двумя медальонами на верхней раме портала ворот Мурада написано следующее: „Это здание было построено по приказу Улу Раджаба Бакуви в 994 (1585—1586) году во время правления великого и справедливого султана Мурада III.“ Надписи рядом с нишами портала раскрывают имя тебризского архитектора Амиршаха. По своей общей художественно-декоративной композиции портал соответствует порталам Диван-хане и Гробницы. Однако качество строительной техники и строительных камней здесь намного ниже. |             | 40°21′58″ ю. ш. 49°50′00″ з. д. |
| 3.7 | Дворцовые бани ширваншахов                                                                                       | Дворец ширваншахов                   | Дворцовые бани расположены в самом нижнем дворе дворцового комплекса Ширваншахов. Он был построен в XV веке. Как и все бани Старого города, эта баня была построена под землей для поддержания стабильного температурного режима. Со временем толщина почвенного слоя увеличилась и полностью покрыла его. Баня была случайно обнаружена в 1939 году, частично очищена в 1953 году и законсервацирована в 1961 году. По сохранившимся стенам бани можно сказать, что её помещения были перекрыты куполом. |             | 40°21′58″ ю. ш. 49°50′00″ з. д. |
| 3.8 | Остатки мечети Кей-Кубада                                                                                        | Дворец ширваншахов                   | К усыпальнице Сейида Бакуви дворцового комплекса Ширваншахов примыкало здание мечети-медресе. Гробница находится в южной части мечети. Мечеть состоит из прямоугольного зала для молитв и небольшого коридора перед ним. Мечеть состоит из прямоугольного молитвенного зала и небольшого коридора перед ним. Когда-то 4 колонны поддерживали купол в центре зала. |             | 40°21′58″ ю. ш. 49°50′00″ з. д. |
| 4   | Оборонительные сооружения на побережье Каспийского моря. Комплекс крепостей, караван-сараев и охотничьих угодий. | Западное побережье Каспийского моря  | Поскольку горные районы Кавказа обеспечены естественной защитой, Азербайджану необходимо было защищать только прибрежные районы Каспия. Для этого была создана система оборонных сооружений, построенных в разные исторические периоды и связанных друг с другом. Каспийские береговые оборонительные сооружения расположены на территории от Дербенда до Апшеронского полуострова. |             | 48°01′01″ ю. ш. 42°01′21″ з. д. |
| 4.1 | Большой Мардакянский замок                                                                                       | Мардакян                             | Замок с древней историей в поселке Мардакян города Баку. Крепость была построена в середине XIV века в виде четырёх углов Ахситаном I, сыном Манучехра III. Мардакянский замок был построен в честь блестящей победы Ахситана I над врагом. Замок использовался как убежище и сторожевой пост для феодалов. Высота замка 22 метра, толщина снизу 2,10 метра, сверху 1,60 метра. Внутренний двор 28х25. Изнутри замок разделен на 5 яруса. |             | 40°29′31″ ю. ш. 50°08′26″ з. д. |
| 4.2 | Малый Мардаканский замок                                                                                         | Мардакян                             | Круглый замок, расположенный в Мардакяне. Высота замка 12,5 метров, внутреннее убранство состоит из 3-х уровней. Из надписи над замком известно, что он был построен в 1232 году архитектором Абдулмаджидом Масудом оглу. Крепость, окружающая замок, состоит из двора квадратной формы (25х25 м), окруженного со всех сторон семиметровыми каменными стенами. Стены ограды имеют башни, перила и мазгалы. Круглый в плане замок сужается по мере подъёма. |             | 40°29′44″ ю. ш. 50°08′49″ з. д. |
| 4.3 | Замок Рамана | Рамана                               | Это замок XII века находиться в деревне Рамана. Высота замка 15 метров. Точное время постройки белокаменного замка неизвестно. Предположительно, он был построен с целью обороны и использовался как замок во времена государства Ширваншахов. С левой стороны стены есть две лестницы, чтобы подняться на стены замка. По одному из них можно подняться в коридор, выстроенный с внутренней стороны стены, примерно на полметра наружу, по винтовой каменной лестнице. Ещё одна каменная лестница ведет вверх со двора замка. По этой лестнице можно подняться на стены замка и посмотреть на деревню. |             | 40°27′22″ ю. ш. 49°58′48″ з. д. |
| 4.4 | Нардаранский замок                                                                                               | Нардаран                             | На северо-западе Нардары находится средневековая (XIV век) круглая крепость, сложенная из белого камня. Высота замка, архитектором которого является Махмуд Сад оглу, составляет 12,5 метра. Из надписи на замке видно, что он был построен в 1301 году. |             | 40°33′41″ ю. ш. 50°00′17″ з. д. |
| 4.5 | Сабаильский замок                                                                                                | Бакинская бухта                      | Исторический архитектурный памятник, расположенный в Бакинской бухте и в настоящее время находящийся под морской водой. Замок Баил, одно из красивейших произведений ширвано-абшеронской школы зодчества, построенный в 13 веке, то выныривает из глади моря с подъёмом и опусканием Каспийского моря, то становится невидимым. Баиловский замок имеет вытянутый план, соответствующий форме острова. Длина крепости 180 м, а средняя ширина 35 м. Стены замка укреплены шестью полукруглыми башнями на востоке и пятью на западе (как в Бакинском замке). Строительство замка Баил было завершено в военно-политическую эпоху — когда монгольские походы сотрясали весь Ближний Восток (в 1234—1235 гг.). Однако существование этого великолепного замка, построенного на острове недалеко от побережья, была очень короткой. По мнению ученых, он затонул в море в результате сильного землетрясения 1306 года. |             | 40°21′10″ ю. ш. 49°50′26″ з. д. |
| 4.6 | Бешбармакские укрепления                                                                                         | Шабран                               | Это третья укрепление, закрывающая переход через Каспийское побережье. Южнее Гильгильчая она начиналась от крутых предгорий горы Бешбармаг, отделившейся от Кавказского хребта, и тянулась к песчаному берегу моря. Таким образом, гора Бешбармаг с запада и длинная стена, закрытая глиняной стеной с востока, полностью перерезали узкий прибрежный проход. Бешбармаг, Гильгильчайские укрепления и Дарбанд — эти три укрепления, построенные в раннем средневековье на северо-восточных границах Азербайджана, отражают высокий уровень развития фортификационного строительства того периода, а также политическую и военную обстановку. По предположению, они были построены в III—VII веках (сначала Бешбармак, затем Гильгильчай и, наконец, оборонительная стена Дербенда). Бешбармагская и Гильгильчайская укрепление более многочисленны и древними, чем Дарбендская, по технике строительства. |             | 40°55′50″ ю. ш. 49°14′08″ з. д. |
| 4.7 | Чирах-кала | Шабран                               | Это система крепостных стен, построенная на высоте 1232 метра на вершине отвесной скалы Чаракгая, примерно в 20-25 километрах от центра Шабранского района, в 150 километрах от города Баку. Чираггала была построена сасанидскими правителями в IV—VI веках с целью укрепленного гауптвахты. Это была главная гауптвахта Гильгильчайской укреплений. Отсюда можно держать под контролем большую территорию и видеть прибытие врага и информировать окружающих через костры. |             | 41°04′49″ ю. ш. 48°56′43″ з. д. |
| 5   | Мавзолей в селе Хачин-Дорбатлы                                                                                   | Хачиндорбатлы, Агдам                 | Памятник перекрыт восьмигранным пирамидальным куполом, возвышающимся на относительно низком постаменте. Главная заслуга этого памятника не в его объёме, а в решении этой традиции в уникальном сооружении. Надпись на входной двери памятника Хачиндорбатлы указывает на то, что он был построен в 1314 году мастером Шахбанзаром на могиле Муса оглы Кутлу. Архитектура входной поверхности и сталактитовая структура его внутреннего купола составляют самую богатую часть памятника Хачиндарбетли. Внешние поверхности украшены не очень глубокими выемками, а верхняя часть этих выемок соединена с арками. |             | 40°01′58″ ю. ш. 46°49′01″ з. д. |
| 6   | Мавзолей в Барде                                                                                                 | Барда                                | В XIV веке в Барде были построены две башнеобразные гробницы, одна из которых сохранилась до наших дней. Из надписей известно, когда и кем был сооружен памятник, вошедший в научную литературу под названием Бардинская гробница 1322 года. Бардинская гробница привлекает внимание исследователей с XIX века. Известный востоковед Хаников, посетивший Барду в 1848 году, читал надписи на памятнике, а эти надписи позже опубликовал академик Дорн, посетивший Барду в 1861 году. Эта надпись в гробнице Барда свидетельствует о том, что нахчыванских зодчих приглашали в другие города для строительства ответственных зданий ещё в XIV веке, и является чрезвычайно ценным образцом искусства, подтверждающим продолжение традиций нахчыванской школы зодчества. |             | 40°22′59″ ю. ш. 47°07′40″ з. д. |
| 7   | Красный мост | Газахский район                      | Это мост на границе с Грузией в Газахском районе через реку Ехрам. Это одна из редких архитектурных жемчужин Азербайджана, относящаяся к середине века. Специальное название получил красный камень, использованный в строительстве. Название „Сломанный мост“ происходит от руин старого моста в 95 м ниже по течению. Красный мост был построен азербайджанскими зодчими XII века. Длина моста 175 м, он состоит из 4-х пролетов: 26,1-8,0-16,1-8,2. Потолки выполнены из кирпича 22х22х4 см. Ширина рабочей дороги 4,3 м, съездов 12,4 м. |             | 41°19′45″ ю. ш. 45°04′23″ з. д. |
| 8   | Церковь в селе Лекит                                                                                             | Лекит, Гах                           | Древний албанский храм, расположенный в 1 км от села Лекит Гахского района. Храм Лекит — один из самых красивых образцов албанской архитектуры. С точки зрения техники строительства специалисты относят историю строительства церкви к V—VI векам. Лекитский храм явился основой формирования южнокавказских тетраконхов. Церковь создана на базе древнего зороастрийского храма. Научное изучение и реставрация храма проводились в 40-х годах XX века под руководством П. Д. Барановского. Окрестности храма очистили от леса и укрепили одну из обвалившихся стен. Считается, что храм был превращен в церковь во время правления Вачагана III, правителя Албании. |             | 41°29′36″ ю. ш. 46°51′23″ з. д. |
| 9   | Хыналыг | Губинский район                      | Село и центр этой территориальной единицы в составе одноимённой административно-территориальной единицы Губинского района. Это историческое и центральное поселение хыналыгцев. Во времена Губинского ханства был центром Хыналыгского района, Хыналыгского сельсовета при СССР, а ныне центром Хыналыгского муниципалитета (с 1999 года). Одно из самых высокогорных поселений в мире (2350 метров над уровнем моря). Феномен Хыналыг, имеющий 5000-летнюю историю, является одной из богатейших этнографических ценностей не только в истории Азербайджана, но и в истории человечества, древнее поселение. |             | 41°10′41″ ю. ш. 38°07′36″ з. д. |
| 10  | Гандзасар | Ванклу, Кельбаджар                   | Армянский христианский монастырь XIII века. Расположен на левом берегу реки Хачынчай (Хачен), близ деревни Ванклу (Ванк/Вянгли) в Нагорном Карабахе. Согласно административно-территориальному делению непризнанной Нагорно-Карабахской Республики (НКР), фактически контролирующей монастырь, расположен в Мартакертском районе НКР, согласно административно-территориальному делению Азербайджана — в Кельбаджарском районе Азербайджана. С XIV века был резиденцией главы церкви Кавказской Албании — автономного католикосата в составе Армянской апостольской церкви. Монастырь построен армянским князем Гасан-Джалал Дола. |             | 40°03′24″ ю. ш. 46°31′52″ з. д. |
| 11  | Монастырь Худаванг                                                                                               | Баглипая, Кельбаджар                 | Армянский монастырь, находится на территории села Баглипея в Кельбаджаре. Соборная церковь монастыря возведена в 1214 году армянской княгиней Арзухатун из рода Арцруни. |             | 40°09′41″ ю. ш. 46°17′16″ з. д. |
| 12  | 11 дугообразных Худафарский мост                                                                                 | Джебраил                             | Это остатки моста XI—XII веков, расположенного на ирано-азербайджанской границе, на реке Араз. В 750 м к западу от пятнадцатипролетного моста пятнадцатипролетный мост построен полностью из камня и перекрыт хорошо отесанными большими каменными плитами. Исследователи придерживаются мнения, что этот мост был перестроен на остатках древнего моста в XIII веке, во времена правления Эльхани (Хулакуса).. Длина его около 130 м, ширина 6 м, высота над уровнем реки 12 м. Три центральные арки моста уцелели, а прибрежные арки были разрушены в 30-х годах 20 века совместным решением Ирана и СССР перерезать сообщение между Северным и Южным Азербайджаном |             | 39°09′02″ ю. ш. 46°56′24″ з. д. |
| 13  | 15 дугообразных Худафарский мост                                                                                 | Джебраил                             | Это мост XIII века, расположенный на ирано-азербайджанской границе, на реке Араз. Согласно Хамдаллаху Казвини, он был построен Бакром ибн Абдуллой, сподвижником пророка Мухаммеда, в 15-м году хиджры (639 г.). Арки пятнадцатипролетного моста, сложенного из жженого кирпича и речных камней, остроконечные. Общая длина моста около 200 м, ширина 4,5 м, наибольшая высота над уровнем реки 12 м, наибольший арочный пролёт 8,70 м, наименьший арочный пролёт 5,80 м. В то время как все арки моста выполнены из кирпича, основная масса выполнена из речного камня. На верхнем этаже кладка также выполнена из кирпича, что характерно для арранской школы архитектуры. Совместимость этих двух материалов придает мосту уникальный художественно-конструктивный вид. |             | 39°09′02″ ю. ш. 46°56′24″ з. д. |
| 14  | Лагичский государственный историко-культурный заповедник                                                         | Исмаиллы                             | Это историко-культурный заповедник, созданный на территории исторического поселения, расположенного в Исмаиллинском районе. Лагиджский историко-культурный заповедник был создан решением Совета Министров Азербайджанской ССР от декабря 1980 года. Заповедник занимается охраной около 100 памятников истории и культуры, природного ландшафта, традиций населения, градостроительной и ремесленной культуры на площади 80 га поселка Лагич и села Эрегит. 92 памятника истории и культуры, находящихся на государственной регистрации, на территории заповедника построены в соответствии с местными градостроительными и архитектурными нормами. Так, он был зарегистрирован как памятник истории и культуры, а все остальные постройки построены из речного камня и с установкой кетилов. Среди памятников истории и культуры здания общего пользования — мечети, мосты, бани и фонтанные сооружения — построены с особым вкусом — из кованого речного камня, извести и кирпича. Помимо исторических и культурных памятников, каменное покрытие улиц и площадей района и курабанд (канализационная система), охватывающая всю территорию, также являются важнейшими элементами уникальной градостроительной культуры Лагича. |             | 40°50′57″ ю. ш. 48°23′01″ з. д. |
| 15  | Гробница Юсифа ибн Кусейра                                                                                       | Нахичевань                           | Расположенный в городе Нахчыван исторический архитектурный памятник является произведением архитектора Аджеми Нахчивани, одного из крупнейших представителей Нахчывано-Марагинской архитектурной школы. Гробница, построенная в 1161—1162 годах, двухъярусная, оба яруса восьмиугольные в плане. Поскольку саркофаг находится под землей, мавзолей снаружи выглядит как одноэтажная башня. Гробница Юсифа ибн Кусейра с первого взгляда запоминается своей геометричностью, тонкостью пропорций и гармонической красотой. Саркофаг перекрыт куполом с плоской серединой в двухстороннем плане. В верхней башне как внутренняя, так и внешняя грани октаэдра имеют неглубокие стрельчатые арки (заостренные внутри, прямоугольные снаружи). Вся гробница сложена из жженого кирпича и отличается высокой строительной техникой. Восьмиугольное отверстие, проделанное в полу верхней камеры мавзолея, выходит в склеп под ним. Крыша склепа выполнена в виде сложного купола. Между плоскостями стен и куполом имеются небольшие выступы. Вершина купола саркофага завершается усеченным восьмиугольным куполом. Гробница Юсифа Кюсейр оглу — единственный памятник среди башнеобразных гробниц Азербайджана, верхнее пирамидальное покрытие которого сохранилось более 800 лет. |             | 39°12′06″ ю. ш. 45°24′50″ з. д. |
| 16  | Мавзолей Момине-Хатун                                                                                            | Нахичевань                           | Шедевр Аджеми Нахчывани и один из ценнейших памятников Нахчывано-Марагинской архитектурной школы. Он расположен в историческом центре города Нахчыван — на территории архитектурного комплекса Атабейлар. Могила Момина-хатун — единственный памятник из этого комплекса, дошедший до нашего времени. Гробница была построена в 1186—1187 годах по приказу Мухаммада Джахана Пехлеви. План этажа башни мавзолея восьмигранный снаружи и круглый внутри. Исследования показали, что выбор десятиугольной планировки не случаен. Планировочно-пространственная структура гробницы Мумунахата в целом построена по десятеричному принципу. Это основа золотого деления, которое создает большую пропорцию и гармонию.. |             | 39°12′18″ ю. ш. 45°24′22″ з. д. |
| 17  | Мавзолей в селении Карабаглар                                                                                    | Карабаглар, Шарур                    | Это архитектурный комплекс, состоящий из гробницы и капитальной башни, относящийся к эпохе Эльханидов. Памятники Карабаха представляют собой комплекс, включающий усыпальницу, двойной минарет и остатки культового сооружения, расположенного между этими двумя памятниками. Считается, что двойные минареты, входящие в этот комплекс, были построены в конце XII или начале XIII века. Портальное сооружение, соединяющее эти два минарета, относится к XIV веку. На этом маленьком портале можно прочитать имя Годай-хатун. Годай-хатун может быть Годай-хатун, женой Абага-хана (1265—1282). Следовательно, можно сделать вывод, что зодчий, поставивший своей целью создание этого мемориального памятника в честь Годай Хату в комплексе новых зданий, построенных в XII—XIII веках, построил этот портал именно в это время. Особенности стиля и техники строительства позволяют отнести усыпальницу к периоду правления султана Абу Саид Бахадур-хана (1319—1335), а минареты к XII веку. |             | 39°25′ ю. ш. 45°11′ з. д.       |
| 18  | Мавзолей Гюлистан                                                                                                | Джуга, Джульфа                       | Руины раннесредневекового города Джуга — один из немногих архитектурных памятников, сохранившихся до нашего времени в этом районе. Гробница, построенная предположительно в конце XII — начале XIII века, находится на берегу реки Араз, в зелёной долине. Поскольку на ней нет надписи, точная дата постройки гробницы, заказчик, в честь которого она построена, и зодчий неизвестны. Гюлистанская гробница относится к типу башнеобразных гробниц, в которых слой склепа приподнят над землей и поэтому внешняя емкость представляет собой двухъярусную конструкцию. Построен полностью из красного туфа, только межслойный внутренний купол мавзолея сложен из кирпича. Его стул, мастерски сплетенный из больших облицовочных досок, видится как единое целое. Это тяжелое сиденье красивой формы естественным образом продолжается призматической башней. Грани башни превращены в арки путем пересечения сверху выпуклых тонкостенных профилей. Гюлистанская гробница — яркий пример перехода от квадратного основания к кругу, от кубической емкости к конической форме в плане художественно-технического решения. Гюлистанская гробница представляет собой двенадцатиэтажную башню, построенную на прочном постаменте. Гробница, имеющая квадратную форму, во втором ярусе разделена на две плоскости. Пьедестал завершает богато украшенный карниз, над которым возвышается купол. На плоскостях верхней части сложный и изящный орнамент. Верхняя крышка гробницы до нас не дошла. Высота мавзолея 9 м. Внешний контур плана гробницы представляет собой квадрат со стороной 6,60 м. |             | 38°58′16″ ю. ш. 45°35′14″ з. д. |
| 19  | Ордубадский государственный историко-культурный заповедник                                                       | Ордубад                              | Заповедник, расположенный в историческом городе Ордубад, был создан по решению Совета Министров Азербайджанской ССР в 1977 году. На территории заповедника зарегистрировано более 600 недвижимых памятников истории и культуры. Центром заповедника считаются пять центральных микрорайонов города Ордубад: Амбарас, Курдеталь, Мингис, Саршахер и Учтурланге. Вдоль всех улиц располагаются 2-3, а иногда и 4 скверика на разной высоте в зависимости от местности. Эти площади расположены на стыке 3-4 узких, странных, кривых улиц. Каждый такой квадрат объединяет ряд элементов, которые он обслуживает. Сюда входят небольшая мечеть (районная мечеть), фонтан и платаны, закрывающие площадь своим зонтом. У соседских мечетей, расположенных на этих площадях, нет минаретов. Минарет заменен тротуаром на крыше мечети. Главная магистраль города — старинная улица. Эта улица до сих пор важна как главная улица, соединяющая центр города с железнодорожным вокзалом. Жилые дома, создавшие общую панораму города, отличают город от других городов Азербайджана. Районы состоят из двухэтажных домов и зданий, богатых мелкими архитектурными элементами, с восьмиугольным внутренним двором. |             | 38°54′17″ ю. ш. 46°01′23″ з. д. |
| 20  | Юхары баш государственный историко-архитектурный заповедник и Дворец шекинских ханов                             | Шеки                                 | Это историко-архитектурный заповедник, окружающий древний исторический центр города Шеки. Площадь заповедника составляет 283 га. В охраняемую территорию входят Шекинский замок, Дворец Шекинских ханов, Дом Шеки-Ханова, мечети, минареты, караван-сарай, бани, исторические лавки ремесленников, Гилейлы, Гирчи, Рабы, Дулузы, Афганцы и другие исторические резиденции города Шеки, который был создан по решению Совета Министров Азербайджанской ССР в 1968 году. включает микрорайоны. Дворец шекинских ханов, расположенный внутри Шекинского замка и окруженный крепостными стенами, был летней резиденцией шекинских ханов. Дворец был построен в 1790—1797 годах архитектором Хаджи Зейналабдином Ширази по заказу Мухаммеда Гасан-хана. |             | 41°12′16″ ю. ш. 47°11′50″ з. д. |
| 21  | Шушинский государственный историко-архитектурный заповедник                                                      | Шуша                                 | Это историко-архитектурный заповедник, созданный в 1977 году по решению Совета Министров Азербайджанской ССР и охватывающий исторический центр города Шуша. На территории заповедника площадью 400 га находится 549 старинных построек (из них 72 резиденции или дома-музеи людей, оставивших след в истории Азербайджана), 17 окрестных родников, 17 мечетей, 6 караван-сараев, 3 гробницы, 2 медресе, несколько церквей. и монастыри, 2 замка и крепостные стены прописаны. Большинство из этих памятников были построены архитектором Кербалаи Сафиханом Карабаги, жившим в 19 веке, а украшены самым известным художником того периода Кербалаи Сафарали[57].. |             | 39°45′30″ ю. ш. 46°44′54″ з. д. |